# Lucio Marineo Siculo
Luca Marineo, meglio noto come Lucio Marineo Siculo (Vizzini, 1444 – Spagna, 1533), è stato un umanista, storico e poeta italiano, attivo principalmente nei regni di Castiglia e Aragona. Tra i più rilevanti uomini di cultura della corte iberica, Marineo fu un esponente di spicco del Rinascimento spagnolo.

## Biografia

### Origini e inizio della carriera in Sicilia

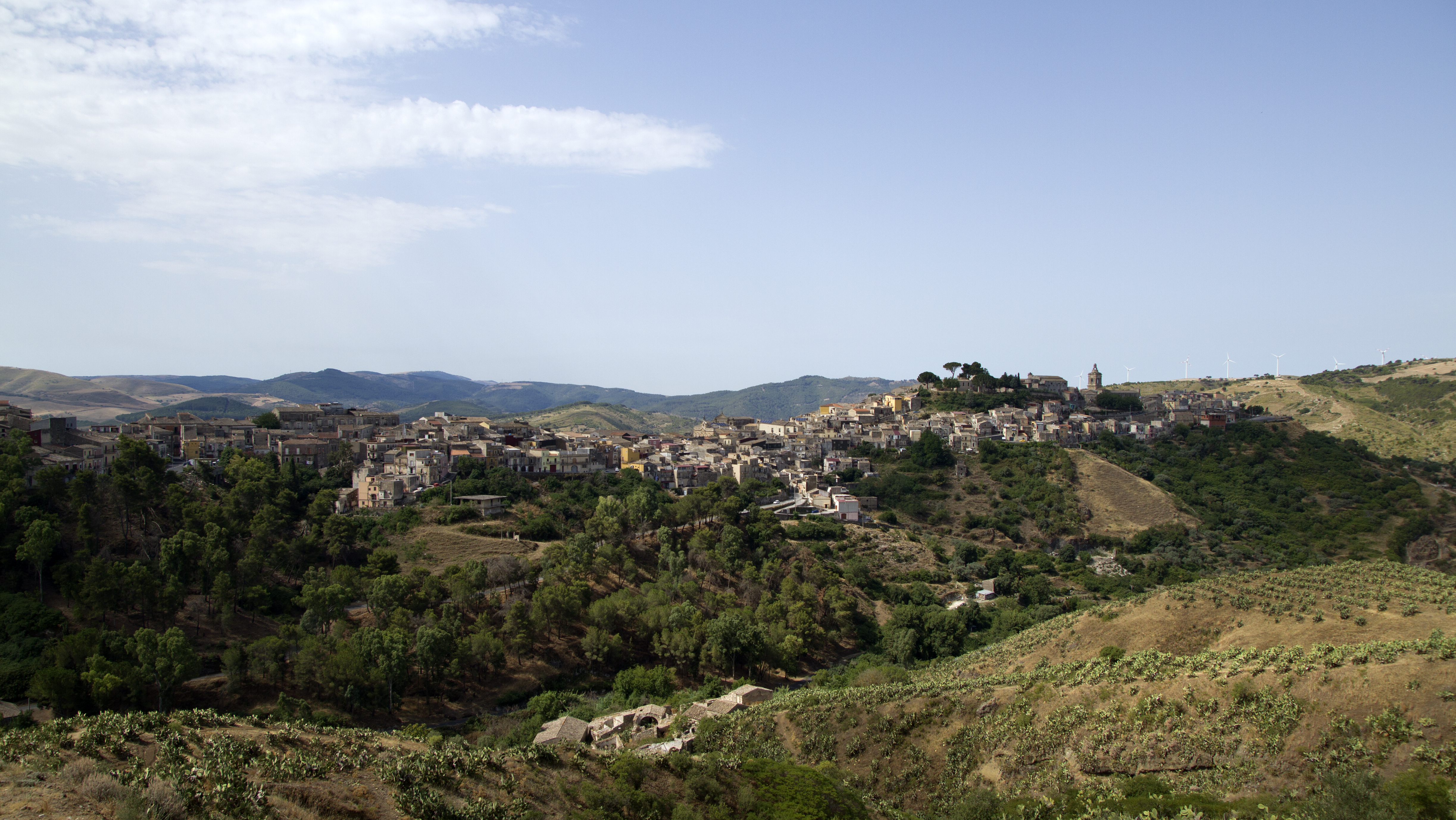
Veduta di Vizzini, paese natale di Lucio Marineo Siculo.

L'anno di nascita di Luca Marineo è incerto, sebbene sia collocabile tra il 1444 e il 1445. Il futuro umanista nacque a Vizzini (provincia di Catania) da una famiglia di umili origini. Mentre sono ignoti i nomi dei genitori, dal vastissimo epistolario raccolto dal Marineo è possibile ricavare la notizia di due fratelli, Niccolò e Tommaso, e una sorella maggiore, Caterina.
Proprio al figlio di Caterina, il piccolo Pietro Conti, si deve l'avvio agli studi del Marineo. Quest'ultimo, infatti, a causa delle condizioni di povertà della propria famiglia d'origine, era cresciuto senza istruzione, e fu soltanto verso i venticinque anni, grazie al nipote di appena cinque anni, che iniziò a studiare. Marineo decise di proseguire gli studi, malgrado la contrarietà della famiglia, con il vicario di Vizzini Federico Manuello. Poi si trasferì dapprima a Catania e in seguito a Palermo. Nella città etnea soggiornò nel 1475, studiando alla scuola di Pietro Anguessa.

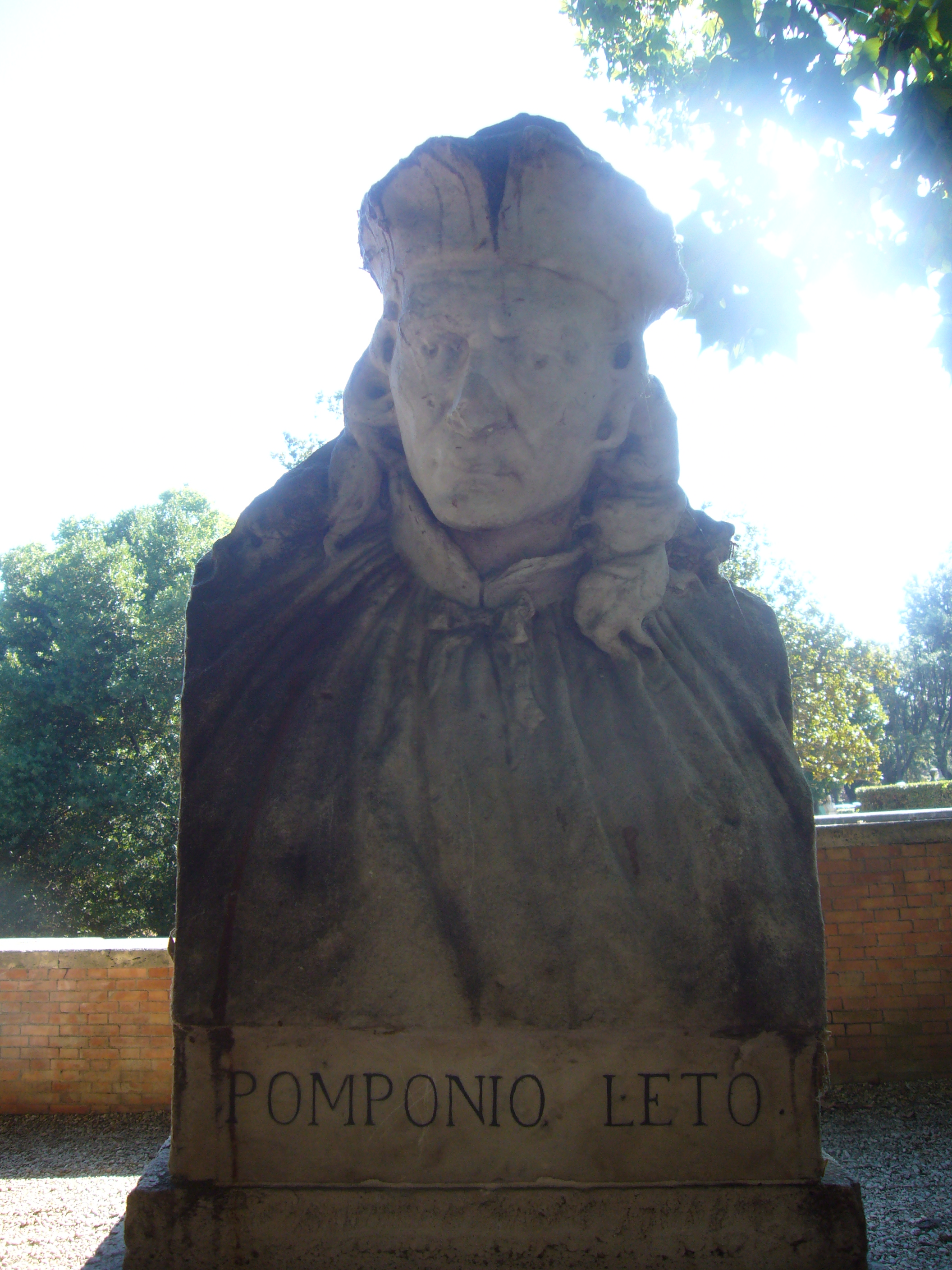
Busto di Pomponio Leto, il maestro a cui si deve il cambio di nome del Marineo.

A Palermo, tra il 1476 e il 1477, Marineo fu allievo di latino e greco, insieme ad Antonio Catone e Antonio Flaminio, di Giacomo Mirabella e Giovanni Nasone da Corleone. Durante il soggiorno palermitano conobbe Costantino Lascaris. Nel vivace ambiente culturale di Palermo il Marineo seppe immediatamente emergere, tanto da subentrare nel 1478 a Nasone da Corleone in qualità di magister scholarum, incarico svolto per un anno insieme a Pietro Santeramo e Gilberto Pisauro.
Tra il 1478 e il 1479 Marineo risiedette a Roma, dove fu alla scuola di Pomponio Leto. Si ritiene che fu proprio durante questo soggiorno romano che il Marineo abbia deciso di cambiare il proprio nome da Luca a Lucius (Lucio). Infatti, il suo maestro Pomponio Leto, fondatore dell'Accademia Romana, era solito imporre ai membri della stessa l'adozione di nomi romani e greci.  Tornato a Palermo, tra il 1480 e il 1484 Marineo insegnò grammatica e svolse la professione di precettore privato presso la famiglia di Luca Pullastra, segretario regio a Palermo.

### Il trasferimento in Spagna e l'ascesa
Nel 1484 Lucio Marineo, ormai forte di una lunsinghiera reputazione, lasciò la Sicilia alla volta della Spagna al seguito del futuro almirante di Castiglia Fadrique Enríquez de Velasco, dal 1480 costretto al soggiorno in Sicilia, dove aveva sposato la contessa di Modica Anna Cabrera. Prima di arrivare in terra iberica il viaggio fece tappa a Napoli, dove Marineo incontrò l'amico Antonio Flaminio.
Una volta arrivato in Spagna, il Marineo dimorò a Salamanca, presso il fratello di Fadrique Enríquez, Fernando, svolgendo il ruolo di precettore per i figli di alcuni nobili. Molto presto, tuttavia, fu incaricato di dedicarsi alle "professioni poetiche e alle facoltà oratorie" presso l'Università di Salamanca, su proposta dello stesso Fadrique. In quest'impegno del Marineo viene tradizionalmente indicato un passaggio decisivo per il rinnovamento umanistico del mondo iberico.

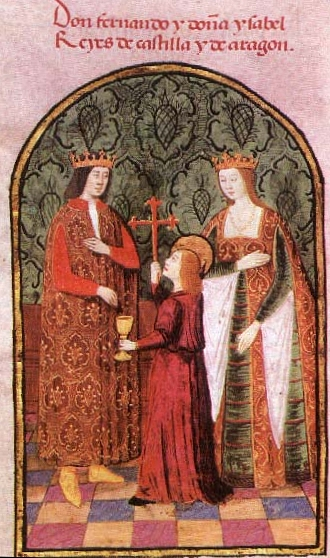
I re cattolici.

Per mezzo del travaso della classicità latina determinato dal Marineo, infatti, può attribuirsi a lui, in ambito ispanico, lo stesso ruolo riconosciuto a Lorenzo Valla in Italia. Del resto, l'attività del Marineo si inquadrava in un più ampio contesto di migrazione intellettuale incentivato dai re cattolici, che condusse all'approdo in Spagna di altri uomini di cultura, tra cui i siciliani Lucio Flaminio e Pietro Santeramo (nello stesso periodo il palermitano Cataldo Parisio introdurrà l'umanesimo in Portogallo) e il settentrionale Pietro Martire d'Anghiera, già conosciuto dal Marineo a Roma. Tra i personaggi a cui il Marineo fece da precettore vi fu anche il futuro poeta Juan Boscán.
L'attività di Marineo a Salamanca gli valse una crescente stima presso l'aristocrazia laica ed ecclesiastica, preludio della chiamata a corte. Verso il 1496 l'intellettuale siciliano accettò l'invito di Ferdinando d’Aragona ed Isabella di Castiglia a insegnare presso la scuola regia, con conseguenti dimissioni dall'Università di Salamanca. Tra le indicazioni dei re cattolici in merito alla riforma umanistica della corte rientravano anche funzioni attribuite al Marineo, dall'istruzione letteraria dei funzionari all'insegnamento della lingua latina ai sacerdoti operanti a corte.
Negli anni seguenti la posizione a corte del Marineo acquisì caratteri di stabilità. Il siciliano, da un lato continuò a trovarsi impegnato in compiti di natura pedagogica, dall'altro riuscì ad affermarsi nella responsabilità di cronista della casa reale. Tale ruolo gli venne ufficialmente riconosciuto sul finire del 1502. Si presume che prima del 1503 il Marineo abbia deciso di prendere i voti ecclesiastici.
In qualità di cronista ufficiale della famiglia reale, gli impegni del Marineo crebbero profondamente, resi anche più difficoltosi dalla natura pressoché itinerante della corte spagnola. Nell'inverno 1506–1507 il Marineo accompagnò re Ferdinando nel suo viaggio a Napoli. Fu questa l'ultima occasione per Marineo di tornare in Italia, sebbene non poté passare dalla Sicilia, per salutare i famigliari, come aveva sperato. Nel 1509 ricevette la nomina solenne a storiografo regio.
Negli anni seguenti, poco documentati, le energie intellettuali del siciliano dovettero concentrarsi sulla sua opera maggiore, l'Opus de rebus Hispaniae memorabilibus. Alla successione di Carlo V, tra 1516 e 1519, Marineo fu confermato come storiografo regio e poi imperiale.
Poche sono le notizie circa la morte di Lucio Marineo Siculo, deceduto presumibilmente nel 1533.
Una biografia su Lucio Marineo Siculo fu pubblicata da José de Vargas Ponce nel XVIII secolo.

## Opere

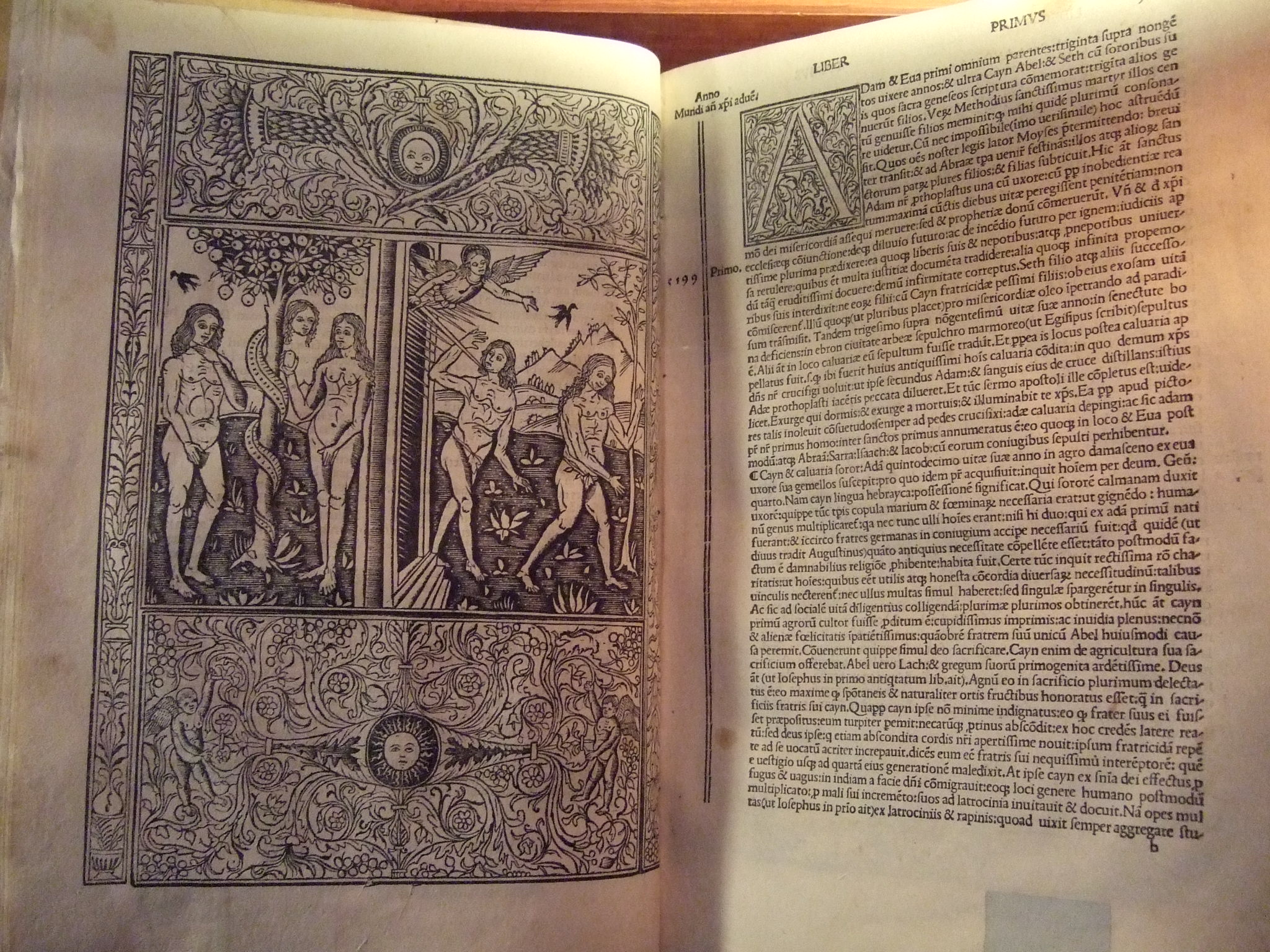
Lucio Marineo, Pandit Aragoniae veterum primordia regnum hoc opus et forti, 1509.

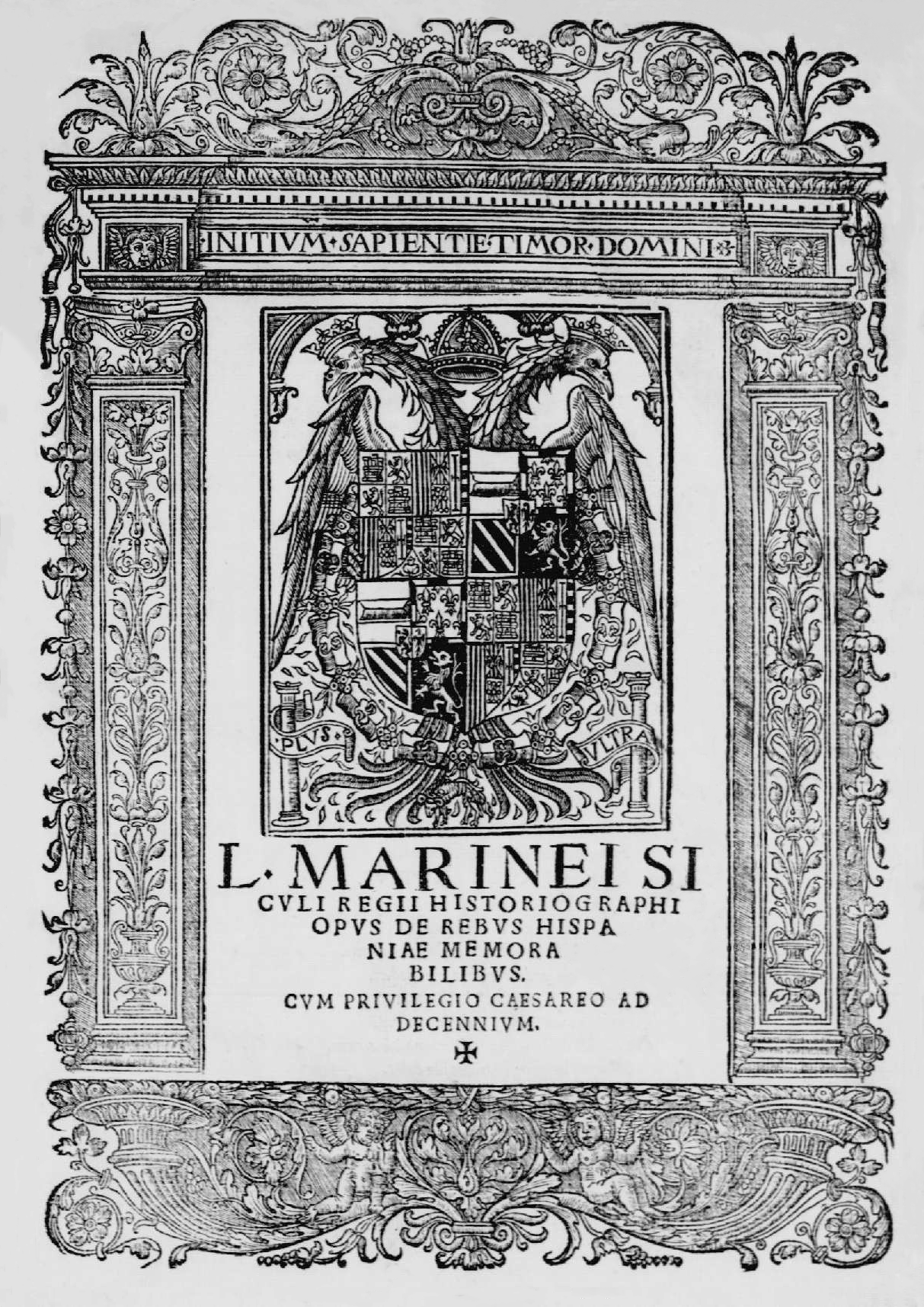
De rebus Hispaniae memorabilibus (Alcalá de Henares: Miguel de Eguía; 1530.)

Di notevole utilità per ricostruire la biografia di Lucio Marineo è il suo Epistolarum familiarium libri decem et septem, un vastissimo epistolario che racchiude molti degli eventi più importanti della vita dell'umanista siciliano.
Tra le opere più note di Marineo si ricorda il De laudibus Hispaniae. Esso fu pubblicato per la prima volta tra giugno 1496 e ottobre 1497, ripartito in sette libri. Quest'opera costituì per lungo tempo il cavallo di battaglia del siciliano, che nel 1510 ne fece omaggio anche ad Antonio Ronzoni, segretario del cardinale Fazio Santoro, nunzio apostolico a Madrid.
Una volta giunto a corte e incaricato dell'istruzione di funzionari e chierici, Marineo scrisse il De grammatices institutionibus libellus brevis et perutilis, un compendio grammaticale che dedicò alla regina Isabella, nonché l'Epistolae illustrium Romanorum, una silloge di 43 epistole antiche.
In qualità di cronista e storiografo, il Marineo fu incaricato di scrivere il De rebus gestis Ioannis Aragonum et Siculorum regis. Nell'estate 1508 il libro fu sottoposto al vaglio dell'arcivescovo Alfonso d’Aragona, che approvò e apprezzò l'opera, poi data in lettura anche allo storico Hernando Alonso de Herrera. L'opera fu ufficialmente presentata nel febbraio 1509 a Valladolid e rappresentò l'atto alla base della solenne nomina del Marineo a storiografo regio.
Databile al 1508 è il Liber de parcis, de fato atque fortuna, trattato concentrato su nozioni e fonti relative alle parche. Nello stesso anno Marineo si recò a Saragozza, al fine di raccogliere informazioni per la compilazione di una genealogia della casata aragonese, che nel 1509 uscì a stampa con il titolo di Pandit Aragoniae veterum primordia regum hoc opus et forti. Nel 1512 il Marineo ne donò una copia anche a Giovanni Badoer, ambasciatore della Repubblica di Venezia, al fine di agevolarne la conoscenza nella Serenissima. Negli anni a seguire il siciliano si dedicò alla sua opera maggiore, l'Opus de rebus Hispaniae memorabilibus, elaborata in un arco di tempo ventennale e considerata un imprescindibile punto di riferimento della storiografia umanistica spagnola.